# Club Central Argentino Olímpico
El Club Central Argentino Olímpico es un club de la ciudad de Ceres, en la provincia de Santa Fe. Fue fundado el 2 de febrero de 1961, tras la fusión entre dos clubes de la localidad: Olímpico Básquet y Central Argentino. Entre sus disciplinas profesionales se puede hacer mención a la participación en fútbol en la Liga Regional Ceresina de Fútbol; en básquet, en el torneo regional de la Asociación Noroeste Santafesina de Basquetbol; y en competiciones nacionales disputó el Torneo Federal de Básquetbol hasta la temporada 2017-18, donde logró el ascenso a  La Liga Argentina.

## Otras disciplinas
Por otro lado en esta institución se llevan a cabo gran cantidad de disciplinas amateur y eventos sociales como obras de teatros, recitales, fiestas. Entre las más destacadas se encuentra la Fiesta Nacional del Zapallo, que ya se lleva desarrollando hace más de 45 años y posee una gran convocatoria de personas de todo el país, es unas de las fiestas más importantes de la provincia, y hace más de 5 años que va acompañado de la Exposición Agrícola-Ganadera.

## Festividades
También se desarrolla para la época de Noviembre y diciembre, ya hace varios años, las fiestas de egresados para los alumnos que terminan el colegio secundario, evento que posee una gran convocatoria de habitantes de la ciudad y la región, en mayoría los allegados a los egresados.
También se hacen mucho asados y se pueden hacer fiestas. Siendo el asador principal Don Mario Cesar.

## Encuentro Nacional de Mini-Básquet
Otro evento importante del club es, ya hace más de 20 años que se realiza, en el mes de septiembre, el Encuentro Nacional de Mini-Básquet, la cual posee una gran convocatoria de jóvenes de entre 7 y 12 años de todo el país junto los adultos responsables de sus respectivos clubes, también se ha hecho presencia de chicos de países limítrofes, como Uruguay y Chile.

## Equipo de Básquetbol
- Datos: Q17625462